# Michael John Keen
Michael John Keen (* 1. Januar 1935 in Seaford (Sussex); † 8. Januar 1991 in Halifax (Nova Scotia)) war ein kanadischer Meeresgeologe.

## Leben
Keen wuchs in London auf und studierte Geologie in Oxford und Cambridge (ab 1957), wo er sich mariner Geophysik zuwandte (paläomagnetische Messungen in Sedimentbohrkernen im Ostatlantik). Als Kanada Anfang der 1960er Jahre ein großes Meeresforschungsprogramm begann, ging Keen dorthin. Er war von 1961 Assistant Professor am Institut für Ozeanographie und 1969 Professor und Leiter der Fakultät für Geologie an der Dalhousie University und 1977 bis 1988 Direktor am Atlantic Geoscience Center (AGC) des Geological Survey of Canada in Dartmouth (Nova Scotia). Danach war er dort leitender Wissenschaftler. Er starb an einem Herzanfall nach dem Jogging.
In Dalhousie unternahm er zunächst meeresgeologische Fahrten um seismisch die Dicke der Erdkruste im atlantischen Schelf Kanadas zu messen. Er erstellte auch seismische Profile durch das nördliche, unterseeische Ende der Appalachen in Kanada (in den 1980ern auch an Land in Neufundland). Er war am Deep Sea Drilling Projekt an den Azoren, Bermuda und Island beteiligt. Später am AGC war ein wichtiger Aufgabenbereich durch Erforschung der Offshore Bereiche die nationale Souveränität Kanadas über diese Gebiete sicherzustellen, ein weiterer Bereich war die tiefenseismische Erkundung des Schelfuntergrunds. Keen befasste sich mit der Geochemie von Basalten aus alter ozeanischer Kruste und Hinweisen, die sich daraus auf die Meerestiefe bei der Entstehung ergaben.
1986 erhielt er die Logan Medal. 1974/75 war er Präsident der Geological Association of Canada. 1981 bis 1983 war er Präsident der Canadian Geophysical Union. 1974 wurde er Fellow der Royal Society of Canada.
Die Geological Association of Canada vergibt ihm zu Ehren die Michael J. Keen Medal für Meeresgeologen.
Er war Hobby-Bergsteiger. 1963 heiratete er die Meeresgeologin Charlotte Davidson (zitiert vor der Heirat C. E. Davidson, danach C. E. Keen), mit der er auch viel publizierte, auch nach der Scheidung 1972. 1977 heiratete er die Geologin Susan Atkinson, mit der er drei Kinder hatte.

## Schriften
- An Introduction to Marine Geology, Pergamon Press 1968
- mit G. L. Williams (Herausgeber und Ko-Autor):  Geology of the continental margin of eastern Canada, Geological Survey of Canada, Geology of Canada, Band 2, 1990